# 왕쥐
왕쥐(Uromys rex)는 쥐과에 속하는 설치류의 일종이다. 솔로몬 제도 과달카날섬의 토착종이다. 과달카날섬의 포하 계곡에서 발견된다. 나무 위에서 생활하는 수상성 동물이다. 과달카날섬쥐보다는 크지만, 황제쥐보다는 작다.